# Ruyigi
Ruyigi é uma província do Burundi. Sua capital é a cidade de Ruyigi.

## Comunas
Ruyigi está dividida em 7 comunas:
- Butaganzwa
- Butezi
- Bweru
- Gisuru
- Kinyinya
- Nyabitsinda
- Ruyigi

## Demografia
| 2001    | 2011    |
| 324.677 | 440.477 |